# Pepín Bello
José Bello Lasierra, más conocido como Pepín Bello (Huesca, Aragón; 13 de mayo de 1904 - Madrid, Comunidad de Madrid; 11 de enero de 2008) fue un escritor e intelectual español, el último representante de la Generación del 27 en España y el más longevo. 

## Biografía
Fue el último testigo vivo de los famosos amigos de la Residencia de Estudiantes de Madrid, entre los que se encontraban muchos miembros de la generación del 27 como Lorca, Dalí, Alberti y Buñuel, de quienes fue un íntimo amigo y con los que mantuvo relación durante toda la vida de estos. Con Federico García Lorca compartió habitación durante algunos meses de cursos sucesivos en la mencionada Residencia de Estudiantes. Pepín Bello es conocido como «el fotógrafo de la generación del 27», por haber realizado la gran mayoría de las fotos que se conservan de aquel momento, tanto durante el periodo en que convivieron en Madrid como de los encuentros que tuvieron lugar durante el final de la década de 1920 y el comienzo de la guerra civil en 1936.
Hijo del ingeniero Severino Bello Poëysuan, se relacionó desde su infancia con personajes de la talla  de Joaquín Costa, Ramón y Cajal y Francisco Giner de los Ríos, de quien su padre era muy amigo. Ingresó en la Residencia de Estudiantes a los once años. Estudió medicina y durante la República desempeñó diferentes cargos oficiales. Si bien ya antes de la introducción de la II República había desempeñado cargos de relevancia durante el desarrollo de la Exposición Iberoamericana de Sevilla, ciudad a la que llegó en 1927 y en la que permaneció hasta 1936. En Sevilla conoció y llegó a ser muy amigo de Ignacio Sánchez Mejías, el mítico torero de la generación del 27 fallecido durante una corrida de toros y a quien García Lorca habría de dedicar una de sus obras cumbre: Llanto por Ignacio Sánchez Mejías. También en Sevilla fue uno de los organizadores del homenaje a Góngora en el Ateneo.
Enrique Vila-Matas se refirió a él como «el arquetipo genial del artista hispano sin obras». Su actividad profesional ha estado alejada de la actividad cultural propiamente dicha, aunque ha mantenido contactos con muchos de los amigos hechos en la Residencia como con Rafael Alberti.
Durante la guerra civil española subsistió en Madrid, y tras ella fue consejero de la Hidroeléctrica de Huesca. Tuvo  diferentes negocios no muy afortunados: una fábrica de peletería en Burgos, ciudad en la que decía haber vivido en soledad durante 15 años, y luego un negocio de motocine en Madrid, con Antonio Garrigues Díaz-Cañabate, que también fracasó; después se jubiló. 
Le concedieron la Medalla de Oro al mérito en las Bellas Artes en 2004. Murió el 11 de enero de 2008 a los 103 años.

## Obra literaria
- Teatro español de vanguardia (2003; Castalia, Madrid)
- Visita de Richard Wagner a Burgos (2009; Amigos de la Residencia de Estudiantes, Madrid)
- Un cuento putrefacto (2010; Sd·edicions, Barcelona)

## Reconocimientos
- Gran Cruz de la Orden Civil de Alfonso X el Sabio (2001)
- Premio Aragón (2004)
- Medalla de Oro al Mérito en las Bellas Artes (2004)